# Paul Tossanus
Paul Tossanus (Toussain ; 1572-1634) est un ministre huguenot, qui passe la majeure partie de sa vie en Allemagne.

## Biographie
Il est né au Château de Montargis, propriété de Renée de France, et est le fils de Daniel Toussain. La famille s'installe à Heidelberg l'année suivante, alors dirigée par Frédéric III, électeur palatin, un calviniste. La mort de Frédéric et l'avènement du luthérien Louis VI du Palatinat voient la famille s'installer à Lambrecht ; mais après sa mort en 1583, ils reviennent et Paul poursuit ses études dans le Palatinat, obtenant une maîtrise en 1592 ,.
En 1618, il est envoyé, avec Abraham Scultetus et Johann Heinrich Alting, pour représenter le Palatinat au Synode de Dort.
Le déclenchement de la guerre de Trente Ans dans le Palatinat l'envoie en exil, à Hanau.
Il est l'oncle de Theodore Haak (en) .

## Vues
Dans un mouvement vers l'Irénisme dans les controverses persistantes entre luthériens et calvinistes, il suggère d'abandonner ces étiquettes et de ne débattre que des distinctions entre les confessions publiques, plutôt que des attaques contre des théologiens individuels .